# 冠動脈大動脈バイパス移植術
冠動脈バイパス移植術（かんどうみゃくバイパスいしょくじゅつ、英: coronary artery bypass grafting、CABG）とは、虚血性心疾患に対し行われる手術である。冠動脈バイパス術、冠動脈バイパス手術とも呼ばれる。最初に行われたCABGは大動脈と冠動脈を繋ぐ冠動脈大動脈バイパス移植術（かんどうみゃくだいどうみゃくバイパスいしょくじゅつ, 英: aortocoronary bypass、A-Cバイパス）であり現代でも広く行われているが、後述するようにその他にも様々な方法によるバイパス術が行われている。

## 概要
虚血性心疾患は、心臓の筋肉（心筋）への酸素供給量が低下し、需要量を下回ることによって起こる。心筋への酸素供給量が低下する原因の一つに冠動脈の狭窄、閉塞による血流量の低下が挙げられる。冠動脈バイパス術は狭窄した冠動脈の遠位側に大動脈（または内胸動脈）から血管をつなぎ、狭窄部をバイパスすることで血流量の回復をはかる手術である。

## 歴史
1967年にアメリカクリーブランドのクリーブランドクリニックで、アルゼンチン人のルネ・ファバローロが世界で初めて成功した。

## 術式
虚血性心疾患の治療方法としてはカテーテルを用いた経皮的冠動脈形成術(PCI)もあり、こちらは血管内治療と呼ばれ、いわゆる一般に考えられるような「皮膚を切開する手術」の必要がなく侵襲が低い（患者の体力的負担が軽い）。しかし、PCIが不可能な（もしくは危険で出来ない）病変があり治療に限界がある。
治療の流れとしてはまず血管造影を行い、PCIが可能な病変であればPCIを行い、不可能なものはCABGへと移行していくことになる。
手術は日本においては基本的に全身麻酔下で行われる。施設によっては硬膜外麻酔で行うところもあるが日本では一般的ではない（国情によって異なる）。手術の手順としては以下の通り。
- 開胸（胸骨正中切開）
- 心膜切開、心臓露出、（オンポンプの場合は）カニュレーションの準備
- 上記と並行してバイパスに使う血管（グラフトと呼ぶ）の採取
- グラフトの末梢側（冠動脈）への吻合
- グラフトの中枢側（大動脈）への吻合（トップエンドが大動脈の場合のみ）
- グラフトの血流をダイレクトエコーで確認
- 止血、ドレーン挿入、ペースメーカーリード装着、閉胸、閉創

このうちグラフトに用いられる血管と、グラフトの冠動脈への縫合に関しては何通りかの方法があるため後述する。

### 人工心肺装置を使用する方法
人工心肺による体外循環を使用し心臓を停止させて縫合を行う黎明期から施されている術式。

### 人工心肺装置を使用しない方法
従来、常に動いている心臓に太さ数ミリメートルの血管を縫いつけるのは非常に困難であった。しかし、近年スタビライザーという器具が開発され、縫合する部位のみ動きを止めることで心臓が動いている状態のまま手術することが可能となった。この術式を選択する医師も増えてきている。なおこの方法はオフポンプCABG(OPCAB＝オプキャブ)と呼ばれている。
OPCABの利点・欠点
人工心肺を使用しないことで人工心肺使用時のリスクを回避できることである。また、動脈硬化がひどく人工心肺を使用できないような場合でも手術が行える。欠点としては心臓の動きを抑えることで心臓の働きが低下してしまうため、心臓の機能に余裕がない場合手術が行えないことや手術操作中に一時的に冠動脈の血流が減少し不整脈が生じる可能性があること、術者の技量が要求されることなどである。

### 意見が分かれる項目
CABGに関して、現時点で明確に定まっていない事柄に関して解説する。現在根拠となるデータを集めるべく各国で研究、調査が行われており、標準的な治療方法が確立するまでは時間を要する。
- 人工心肺の必要が無いことから悪影響が少ない（低侵襲）手術方法として期待されたOPCABであったが、確実性に疑問を持たれていることも事実である。人工心肺を使用した方が手術の合併症が少ない、グラフトの開存性が勝っているなど、優れた結果が出ているという報告もある。

## グラフトに用いられる血管
静脈を使う場合（静脈グラフト）と動脈を使う場合（動脈グラフト）に大別される。静脈グラフトは古くから用いられていたが、長期間追跡調査によれば静脈グラフトは動脈グラフトよりも開存率が低い。動脈グラフトは、橈骨動脈など使用部位によりグラフトの攣縮（れんしゅく）による血流の低下が問題とされてきたが、塩酸ジルチアゼム製剤など血管拡張薬の進歩により治療成績は改善してきている。
静脈グラフト
大伏在静脈
動脈グラフト
内胸動脈、橈骨動脈、胃大網動脈
内胸動脈にグラフトをつなぐ（延長する）場合もある。